# Ионов, Сергей Михайлович
Сергей Михайлович Ионов — советский хозяйственный и политический деятель.

## Биография
Родился в 1915 году в деревне Средний Колышлей. Член КПСС с 1939 года.
Окончил Всесоюзную академию железнодорожного транспорта (1941) и Университет марксизма-ленинизма (1949).
Участник Великой Отечественной войны: командир роты 29-го мостового железнодорожного батальона 46-й железнодорожной бригады
В 1953—1959 гг. — председатель Кировского райисполкома города Москвы.
В 1959—1963 гг. — начальник Управления высотных домов и гостиниц Мосгорисполкома.
В 1963—1964 гг. — заведующий отделом городского хозяйства Московского горкома КПСС.
В 1964—1970 гг. — заведующий отделом строительства Московского горкома КПСС.
В 1970—1983 гг. — первый заместитель министра жилищно-коммунального хозяйства РСФСР.
Лауреат Государственной премии РСФСР 1967 года и Государственной премии СССР 1975 года.
Умер после 2005 года в Москве.